# Hvorslev Kommune
| Strukturdaten       | Strukturdaten    |
| ------------------- | ---------------- |
| Sitz der Verwaltung | Hvorslev         |
| Fläche              | 127,97 km²       |
| Einwohner           | 6.969 (2006)     |
| Kommune seit 2007   | Favrskov Kommune |
| Website             | favrskov.dk      |

Hvorslev Kommune war bis Dezember 2006 eine dänische Kommune im damaligen Viborg Amt im Osten Jütlands. Seit Januar 2007 ist sie zusammen mit den ehemaligen Kommunen Hammel, Hadsten und Hinnerup, sowie einem Teil der Gemeinde Langå Teil der neugebildeten Favrskov Kommune.
Hvorslev Kommune entstand im Rahmen der dänischen Verwaltungsreform des Jahres 1970 und umfasste folgende Sogn:
- Hvorslev Sogn (Landgemeinde Hvorslev-Gerning)
- Gerning Sogn (Landgemeinde Hvorslev-Gerning)
- Vejerslev Sogn (Landgemeinde Vejerslev-Aidt-Thorsø)
- Aidt Sogn (Landgemeinde Vejerslev-Aidt-Thorsø)
- Thorsø Sogn (Landgemeinde Vejerslev-Aidt-Thorsø)
- Sønder Vinge Sogn (Landgemeinde Langå-Torup-Sønder Vinge)
- Vellev Sogn (Landgemeinde Vellev)
- Vester Velling Sogn (Landgemeinde Vester Velling-Skjern)
- Ulstrupbro Sogn